# 小串清一

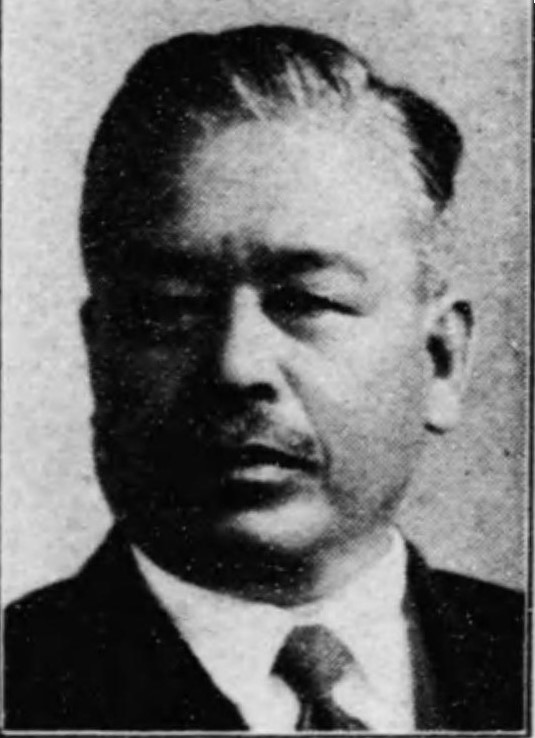
小串清一

小串 清一（おぐし せいいち、1876年（明治9年）6月2日 - 1961年（昭和36年）9月24日）は、大正から昭和期の畜産業指導者、政治家。衆議院議員、参議院議員、神奈川県会議長（第31代）。

## 経歴
神奈川県鎌倉郡上倉田村（豊田村を経て現横浜市戸塚区上倉田町）で、素封家・小串薫一郎の長男として生まれる。1881年（明治14年）家督を相続。1892年（明治25年）東京英語学校を経て二松学舎で学んだ。
1893年（明治26年）戸塚小学校の代用教師となる。1904年（明治37年）日露戦争に出征。1906年（明治39年）戸塚町外三カ村耕地組合長に就任。1907年（明治40年）豊田村会議員に選出され、鎌倉郡会議員、神奈川県会議員（25年在任）、同参事会員、同議長などを務めた。1918年（大正7年）鎌倉郡畜産組合の創立に参画し、鎌倉ハム製造組合を設立して初代組合長に就任した。その他、神奈川県農業会長、帝国農会議員、神奈川県養蚕業組合連合会長、同販売購買組合連合会長などを歴任した。
1937年（昭和12年）4月の第20回総選挙で神奈川県第2区から立憲政友会公認で出馬して当選し、翼賛議員同盟に所属して衆議院議員に1期在任した。その他、逓信省関東地方電力調整委員会委員、横浜市会議員、全国畜産組合連合会長、神奈川県耕地協会長、全国耕地会副会長などを務めた。
戦後、1947年（昭和22年）4月の第1回参議院議員通常選挙に神奈川県地方区から自由党公認で出馬して当選し、参議院議員に1期在任した。この間、参議院大蔵委員長、同選挙法改正に関する特別委員長などを務めた。鎌倉ハムを1907年に製造開始して以来、同業者組合を結成して原料改善や製品向上に努め郡畜産組合長などの要職に就いて畜産の改良発展に寄与したとして1956年（昭和31年）5月3日、藍綬褒章受章。
1961年（昭和36年）9月24日死去、85歳。死没日をもって死没日をもって勲三等旭日中綬章追贈（勲四等からの昇叙）、従四位に叙される。

## 伝記
- 白土秀次『評伝小串清一』小串靖夫、1979年。

## 親族
- 長女 広瀬正子（実業家・広瀬与兵衛〔勉〕の妻）[6]